# سکسکه

نمای واضح ایجاد سکسکه

سکسکه (به انگلیسی: hiccups)، یک دم غیرارادی و قوی است که در نوزادان، کودکان و بزرگسالان تجربه می‌شود و در بعضی موارد خاص به دلیل از بین رفتن مجرای تنفسی منجر به مرگ می‌شود.
سکسکه در برخی موارد نادر هشدار دهنده بیماری‌های قلبی یا تنفسی می‌باشد که در صورت بروز سکسکه در مدت سه روز خطر بیماری‌های قلبی در فرد زیاد است و در صورت سکسکه به همراه سرفه خطر بیماری‌های تنفسی در فرد زیاد است.
معمول‌ترین درمان خانگی برای سکسکه، حبس کردن نفس یا نوعی تمرین دیافراگم است که به تدریج رفلکس را آرام و سکسکه را متوقف می‌کند. گاهی نیز روش‌هایی مانند گاز زدن قطعه‌ای لیموترش یا چشیدن سرکه تا هنگام بند آمدن سکسکه پیشنهاد می‌شود. این درمان بر این پایه است که مزه لیمو یا سرکه به بدن شوک وارد می‌کند و مغز را از توجه به سکسکه باز می‌دارد و باعث توقف آن می‌شود.

## علت‌ها
سازوکار سکسکه به خوبی درک نشده است. زیرا سکسکه معمولاً به صورت اتفاقی و در مدت زمانی کوتاه پیش می‌آید و بررسی در مورد آن را سخت می‌کند. عضلهٔ تنفسی دیافراگم، در حد فاصل میان قفسه سینه و شکم واقع شده است. این ماهیچه، هنگام عمل دَم به سمت پایین حرکت می‌کند و هوای دارای اکسیژن را به درون شش‌ها می‌فرستد. در هنگام بازدم نیز دیافراگم، شل و باعث می‌شود هوای حاوی ذرات زائد یا کربن دی‌اکسید به سمت دهان و بینی برود و از بدن دفع شود. حال اگر به هر دلیلی این عضله دچار تحریک ناگهانی شود، عملکرد درست خود را از دست می‌دهد و دچار انقباض‌های غیرارادی تکرارشونده‌ای می‌شود که به آن سکسکه می‌گویند.
یک دلیل دیگر سکسکه می‌تواند بسته شدن راه هوا توسط پرده‌های صوتی باشد.
همچنین گمان می‌رود سکسکه یک نوع میوکلونوس است که در نتیجه فعالیت غیرطبیعی هستهٔ تنفسی واحد (به انگلیسی: solitary inspiratory nucleus) در مغز ایجاد می‌شود.
خندیدن شدید و طولانی مدت، هیجان عاطفی شدید، غذای تند، نوشیدنی‌های گازدار، و دخانیات می‌توانند از دیگر عوامل سکسکه باشند.

## فرگشت
بر پایه یک نظریه، ریشه سکسکه به فرگشت و گذشتگان دوزیست، مانند نوزاد قورباغه باز می‌گردد. در بچه‌قورباغه‌های دیرین، رفلکس ریه باعث می‌شد ریه‌ها در هنگام تنفس گشوده بمانند و در هنگام بلع آب بسته شوند و فقط از آبشش‌ها عبور کند. اما این واکنش،برای انسان،فایده‌ای ندارد.

## گونه‌ها

### کوتاه‌مدت
سکسکه‌های کوتاه‌مدت، معمولاً به دنبال فراخی معده یا نوشیدن الکلی ایجاد می‌شوند و به‌صورت خودبه‌خود یا با استفاده از درمان‌های محلی بهبود می‌یابند و نیاز به توجه پزشکی ندارند.

### بلندمدت
سکسکه‌های بلندمدت کمتر هستند، اما باعث ازکارافتادگی شش، ایجاد افسردگی، سینه‌پهلو، کاهش وزن، و اختلال خواب در بیمار می‌شود.

#### علت‌ها
- انفارکتوس ریه
- تومور مغزی
- نارسایی کلیه
- سرطان پروستات
- جراحی بر روی شکم و غیره[۱]

## معاینه پزشکی
معاینه پزشکی با انجام تست‌های تشخیصی مانند سونوگرافی شکم و سی‌تی اسکن قفسه سینه و مغز انجام می‌شود.
بررسی زخم معده و دوازدهه، گاستریت (ورم معده)، و ریفلاکس مری پدیده‌های شایعی در بیماران دارای سکسکه مزمن هستند. به همین دلیل بررسی‌های دستگاه گوارش انسان فوقانی مانند آندوسکوپی، مانومتری و … توصیه می‌شود.

## درمان
چون پژوهش درباره علت سکسکه، سخت است بسیاری از درمان‌ها فاقد پشتوانه‌های علمی هستند.

### تخصصی
تا این لحظه، درمان اتیولوژیک در دسترس نیست. ولی استفاده از متوکلوپرامید و کلرپرومازین می‌تواند مؤثر باشد. اخیراً استفاده از باکلوفن نیز مجاز شناخته شده‌است. استفاده از گاباپنتین و آب نیز مفید است

### خانگی
معمول‌ترین درمان خانگی برای سکسکه، حبس کردن نفس یا نوعی تمرین دیافراگم است که به تدریج رفلکس را آرام و سکسکه را متوقف می‌کند. گاهی نیز روش‌هایی مانند گاز زدن قطعه‌ای لیموترش یا چشیدن سرکه تا هنگام بند آمدن سکسکه پیشنهاد می‌شود. این درمان بر این پایه است که مزه لیمو یا سرکه به بدن شوک وارد می‌کند و مغز را از توجه به سکسکه باز می‌دارد و باعث توقف آن می‌شود.روش دیگر درمان خانگی سکسکه انجام عمل دم و بازدم در یک پاکت ( مثلا کیسه فریزر ) است . بدین شکل که کیسه فریزر باید کاملا دور دهان را گرفته و با دست دور کیسه را مهار کنید تا هوا از بیرون به داخل نشت نکند . با انجام این کار همانند حبس نفس میزان دی اکسید خون بالا رفته و مغز تمرکز خود را روی از بین بردن دی اکسید اضافه گذاشته و سکسکه متوقف می شود .

## طولانی‌ترین سکسکه
رکورد طولانی‌ترین سکسکه به چارلز اوزبورن تعلق دارد. او در سال ۱۹۲۲ تلاش کرد یک خوک را وزن کند. اما خوک روی او افتاد و باعث سکسکه چارلز شد. این سکسکه برای ۶۸ سال ادامه یافت تا اینکه در سال ۱۹۹۰ متوقف شد. چارلز اوزبورن در دهه‌های نخست در هر دقیقه ۴۰ بار سکسکه می‌کرد و در سال‌های پایانی به ۲۰ سکسکه در هر دقیقه رسیده بود. تخمین می‌زنند که او در ۶۸ سال، نزدیک به ۴۵۰ میلیون بار سکسکه کرده باشد.